# Zhaiwu
Zhaiwu (kinesiska: 宅梧) är en köping i sydöstra Kina. Den ligger i Heshan i staden Jiangmen i provinsen Guangdong, omkring 87 kilometer sydväst om provinshuvudstaden Guangzhou. Antalet invånare är 26 254. Befolkningen består av 12 593 kvinnor och 13 661 män. Barn under 15 år utgör 19,0 %, vuxna 15-64 år 68 %, och äldre över 65 år 12,0 %.